# Орданская, Лариса Романовна
Лариса Романовна Орда́нская (1911—1988) — советская актриса театра. Заслуженная артистка РСФСР (1947). Лауреат Сталинской премии второй степени (1946). Член ВКП(б) с 1950 года.

## Биография
Л. Р. Орданская родилась 6 (19) августа 1911 года.
Сценическую деятельность начала в Театре-студии имени М. Н. Ермоловой (с 1937 года — МДТ имени М. Н. Ермоловой). С этим театром связана вся творческая жизнь актрисы, где она работала под руководством выдающихся режиссёров — М. А. Терешковича, М. О. Кнебель, Н. П. Хмелёва, А. М. Лобанова. В драматических спектаклях Л. Р. Орданская отличалась искусством психологического анализа и задушевностью исполнения ролей (Луиза («Коварство и любовь»), Галя («Бойцы» Ромашова), Полина («Мачеха» Бальзака, позднее играла Гертруду), Тоня («Старые друзья» Малюгина), Натали («Пушкин» Глобы), Нихаль («Чудак» Хикмета), Мария («Европейская хроника» Арбузова). В комедийных спектаклях игра актрисы отличалась изяществом, лёгкостью, тонким юмором, весёлым лукавством: Розалинда («Как вам это понравится» Шекспира), Лидия («Бешеные деньги») и др.
Работу в театре закончила по достижении пенсионного возраста в 1966 году.
С 1933 года вела режиссёрскую и педагогическую работу в драмкружках совхозов и колхозов. Преподавала в ГИТИСе.
Участвовала в радиопостановках (Анидаг «Королевство кривых зеркал» В. Г. Губарева, 1953, режиссёр: Анатолий Карнович) и другие).
Л. Р. Орданская умерла в 1988 году. Похоронена на Щербинском кладбище.

## Роли в театре
- 1930 — «Коварство и любовь» Ф. Шиллера— Луиза
- «Бойцы» Б. С. Ромашова — Галя
- «Мачеха» О. Бальзака — Полина, Гертруда
- 1940 — «Как вам это понравится» У. Шекспира. Режиссёры: Н. П. Хмелёв, М. О. Кнебель — Розалинда
- 1945 — «Бешеные деньги» А. Н. Островского. Режиссёр: А. М. Лобанов — Лидия Юрьевна Чебоксарова
- 1946 — «Старые друзья» Л. А. Малюгина. Режиссёр: А. М. Лобанов — Тоня
- 1949 — «Пушкин» А. П. Глобы — Натали
- 1953 — «Европейская хроника» А. Н. Арбузова — Мария
- 1956 — «Чудак» Н. Хикмета — Нихаль

## Награды и премии
- заслуженная артистка РСФСР (26.07.1947)
- Сталинская премия второй степени (1946) — за исполнение роли Тони в спектакле «Старые друзья» по пьесе Л. А. Малюгина (совместно с автором пьесы Л. А. Малюгиным, режиссёром А. М. Лобановым и исполнителем роли Шуры Зайцева В. С. Якутом)
- Медаль «За доблестный труд в Великой Отечественной войне 1941—1945 гг.» (1946)
- Медаль «В память 800-летия Москвы» (1948)